# Josef Pommer
Josef Pommer (7. února 1845 Mürzzuschlag – 25. listopadu 1918 Gröbming) byl rakouský pedagog, sběratel lidových písní a politik, na přelomu 19. a 20. století poslanec Říšské rady.

## Biografie
Vystudoval němčinu, matematiku a fyziku na Vídeňské univerzitě. Roku 1870 získal titul doktora práv. V ročníku 1873/1874 získal učitelskou zkoušku. Působil pak v období let 1874–1907 jako gymnaziální profesor němčiny, mimo jiné na vídeňské škole Pädagogium. Roku 1908 získal titul vládního rady. Od roku 1913 bydlel v Kremsu. Výrazně se zasloužil o rozvoj zkoumání německé lidové písně. Podílel se na založení spolku Deutscher Volksgesangverein roku 1889. Založil časopis Das deutsche Volkslied.
Byl aktivní politicky. V letech 1875–1897 zasedal ve Vídeňské obecní radě.
Od roku 1897 byl členem Německé lidové strany. Na konci 19. století se zapojil i do celostátní politiky. Ve volbách do Říšské rady roku 1897 byl zvolen do Říšské rady (celostátní zákonodárný sbor) za městskou kurii, obvod Celje, Žalec atd. ve Štýrsku. Mandát za týž obvod obhájil ve volbách do Říšské rady roku 1901.
Zemřel v listopadu 1918, kdy spáchal sebevraždu.